# Trieces truncatus
Trieces truncatus är en stekelart som beskrevs av Walley 1969. Trieces truncatus ingår i släktet Trieces och familjen brokparasitsteklar. Inga underarter finns listade i Catalogue of Life.